# Krebs-Gletscher
Der Krebs-Gletscher ist ein Gletscher an der Danco-Küste des Grahamlands im Norden der Antarktischen Halbinsel. Er fließt in westlicher Richtung in das Kopfende der Charlotte Bay.
Teilnehmer der Belgica-Expedition (1897–1899) unter der Leitung des belgischen Polarforschers Adrien de Gerlache de Gomery kartierten ihn. Das UK Antarctic Place-Names Committee benannte ihn 1960 nach dem französischen Luftfahrtpionier Arthur Constantin Krebs (1850–1935), der 1884 gemeinsam mit Charles Renard mit der La France das erste lenkbare Luftschiff konstruiert und geflogen hatte.